# Elgin (Texas)
Pour les articles homonymes, voir Elgin.
Elgin est une ville située en limite des comtés de Bastrop et de Travis, au Texas, aux États-Unis,.

## Démographie
Lors du recensement de 2010, la ville comptait une population de 8 135 habitants. Elle est estimée, en 2017, à 9 701 habitants.

### Source de la traduction
- (en) Cet article est partiellement ou en totalité issu de l’article de Wikipédia en anglais intitulé « Elgin, Texas » (voir la liste des auteurs).